# Astragalus pauranthus
Astragalus pauranthus är en ärtväxtart som beskrevs av Ivan Murray Johnston. Astragalus pauranthus ingår i släktet vedlar, och familjen ärtväxter. Inga underarter finns listade i Catalogue of Life.